# 徳島県道35号阿南相生線
徳島県道35号阿南相生線（とくしまけんどう35ごう あなんあいおいせん）は、徳島県阿南市から那賀郡那賀町に至る県道（主要地方道）である。

## 概要
阿南市橘町から阿南市新野町を経由して、那賀郡那賀町吉野に至る。
阿南市新野町の幹線道路であるが、市街地を抜けると緩やかな桑野川の上流部に沿って里山を抜け、那賀郡那賀町に入ると那賀川の南岸に沿って集落を結ぶ落ち着いた路線である。
阿南市橘町と阿南市新野町を結ぶ東山トンネルは、上下それぞれ1車線1トンネルで運用されている。以前は北側の1本のみで利用されていたが狭く、新たに南側が設けられた。
阿南市新野町から那賀郡那賀町を結ぶ区間は山中で屈曲・狭隘区間が続き、車両の通行が非常に困難になる。

### 路線データ
- 起点 : 徳島県阿南市橘町塩田（国道55号交点）
- 終点 : 徳島県那賀郡那賀町雄字南尻（徳島県道19号阿南鷲敷日和佐線交点）
- 路線延長 : 25.425 km[1]

## 歴史
- 1959年（昭和34年）1月31日 - 旧道路法によって認定されていた徳島県道雄新野線および新野橘線を統合し、徳島県道阿南相生線として認定。[要出典]
- 1972年（昭和47年）3月10日 - 徳島県道129号阿南相生線として再認定。[要出典]
- 1982年（昭和57年）12月14日 - 徳島県道35号阿南相生線となる。[要出典]
- 1993年（平成5年）5月11日 - 建設省から、県道阿南相生線が阿南相生線として主要地方道に指定される[2]。
- 2022年（令和4年）9月16日 - 徳島県告示第572号により、阿南市新野町交差点 - 新野町岡ノ端間の旧道の県道指定が解除される[3]。

## 路線状況
当県道の阿南市・那賀町境より（直線距離で）阿南側の約2 km手前地点からは、広域農道阿南丹生谷線（広域農道整備事業阿南丹生谷地区）の整備が進んでおり、2005年（平成17年）に喜来トンネルが開通した。それゆえ当県道と、喜来トンネルや南川沿いの道を経由することにより、那賀郡那賀町の鷲敷地区中心部までの連絡も可能になった。

### 重複区間
- 徳島県道24号羽ノ浦福井線（阿南市新野町花坂 地内）
- 徳島県道284号山口鉦打線（阿南市新野町東馬場 - 阿南市新野町片山）

## 地理

### 通過する自治体
- 阿南市
- 那賀郡那賀町

### 交差する道路
| 交差する道路                          | 市町村名 | 市町村名 | 交差する場所 | 交差する場所       |
| ------------------------------------- | -------- | -------- | ------------ | ------------------ |
| 国道55号                              | 阿南市   | 阿南市   | 橘町塩田     | 起点               |
| 徳島県道24号羽ノ浦福井線 重複区間起点 | 阿南市   | 阿南市   | 新野町花坂   | 阿南市新野町交差点 |
| 徳島県道24号羽ノ浦福井線 重複区間終点 | 阿南市   | 阿南市   | 新野町花坂   |                    |
| 徳島県道284号山口鉦打線 重複区間起点  | 阿南市   | 阿南市   | 新野町東馬場 |                    |
| 徳島県道284号山口鉦打線 重複区間終点  | 阿南市   | 阿南市   | 新野町片山   |                    |
| 徳島県道19号阿南鷲敷日和佐線          | 那賀郡   | 那賀町   | 雄字南尻     | 終点               |

### 交差する鉄道
- 牟岐線

### 沿線
- 鵠川
- 一升ヶ森（174 m、橘町・新野町・福井町境）
- JR四国牟岐線（阿波室戸シーサイドライン）新野駅
- 徳島県立阿南光高等学校新野キャンパス（旧徳島県立新野高等学校）
- 阿南市立新野小学校
- 日亜化学工業新野工場（発祥地）
- 平等寺（四国霊場第22番・阿南室戸歴史文化道）
- 轟神社・楠の群生
- 桑野川
- 桑野川のオヤニラミ
- 矢筈山（566 m・桑野川源流）
- 那賀川
- わじきライン
- 川口ダム